# Roberta Espinosa
Roberta Espinosa è un personaggio immaginario della telenovela argentina Flor - Speciale come te.

## Biografia

### Prima stagione
La madre, che abita a Salta, non guadagna abbastanza per mantenerla. Scappata di casa, viene trovata da Flor che la porta a casa Fritzenwalden. Dopo un po' però Federico, la scopre e chiama la madre Sandra, appena arrivata la vuole portare via visto che si sta per sposare; alla fine non se ne andrà. Per colpa di Dominique, una ragazzina che per un periodo vivrà con lei, la figlia di un amico di Federico cadrà dalla bicicletta e andrà in ospedale. Alla fine, visto che Federico è morto, Delfina, la moglie di Federico anche se lo ha ingannato, la rimanda a Salta.

### Seconda stagione
Nella seconda stagione ritorna a Buenos Aires, in casa Fritzewalden, grazie al Conte Massimo, dato che lo spirito di Federico è rimasto in lui dopo che Federico è morto. Ritorna di nuovo amica di Thomas. Si fidanzerà con Thiago, l'amico che aveva incontrato in collegio ma visto che lui è troppo geloso lo lascerà e dopo un po' si fidanza con Lucas, questi due entrano spesso in conflitto. Anche questo amore finirà quando si accorgerà di amare Martin.
Alla fine della stagione sua madre le propone di tornare a Salta, ma Flor (che si era accorta che la bambina non voleva lasciare i suoi amici) compra la casa del vicino e la regala a Roberta e alla mamma. Così potranno vivere sempre tutti insieme.